# Niels Jyde
Niels Jyde (d. 1282) var kansler hos Erik Glipping. Formodentlig fulgte han i denne stilling umiddelbart efter biskop Niels af Viborg ved dennes død 1267, og han blev ligesom sin forgænger en trofast støtte for kongen under den store Strid med ærkebiskop Jacob Erlandsen. Da denne i 1268 atter var draget til Rom for her at føre sin sag, og den for kongen ret gunstig stemte Pave Clemens 4. var død i November s. A., sendte Glipping Niels Jyde til Rom i forening med ærkedegnen i Århus, Peder Aaby; de havde en ubegrænset fuldmagt til at handle på kongens vegne og skulle i et og alt underkaste sagen den tilkommende paves voldgift. Først i 1271 blev pavestolen dog besat ved valget af Gregor 10., og året efter lykkedes det at komme til et forlig med ærkebiskop Jacob Erlandsen, hvorved stridspunkterne henskødes til en voldgift i Danmark, et udslag, hvormed kongen sikkert var vel tilfreds. Niels Jyde nævnes som kansler sidste gang i et kongebrev af juli 1282 og døde inden udgangen af dette år.